# Zekaria Williams
Zekaria Williams (ur. 15 stycznia 1965) – bokser z Wysp Cooka, olimpijczyk.
Wystąpił na Letnich Igrzyskach Olimpijskich 1988 w wadze muszej. W 1/32 finału przegrał jednogłośnie na punkty (0–5) z Timofiejem Skriabinem z ZSRR, który podczas tego turnieju zdobył brązowy medal. Williams był pierwszym sportowcem z Wysp Cooka, który pojawił się w olimpijskich zawodach (wystąpił dzień po otwarciu igrzysk).